# Bat Chum
Le Prasat Bat Chum est un petit temple hindouiste dressé au Sud de la pièce d'eau du Srah Srang. Il est construit sur le site d'Angkor au Cambodge au début du Xe siècle sous le règne de Rajendravarman, par Kavindrarimathana, architecte entre autres du palais royal et du Mebon oriental.
Le temple comporte trois tours en brique (en assez mauvais état) aux ouvertures tournées vers l'Est et posées sur une terrasse de latérite. Entouré d'un fossé, actuellement cultivé par les paysans (rizière), ses tours sont gardées par des lions en grès. Les frontons et chambranles sont en grès sculpté, et comportent des inscriptions finement ciselées en sanskrit. L'entrée se fait par l'Est en suivant une levée de terre et en traversant une enceinte en ruine au niveau d'un Gopura (lui aussi ruiné).
En 1952, les archéologues ont retrouvé dans ses fondations un Yantra en grès. Il exprimerait la connaissance du monde de son bâtisseur.